# Zerkalo.io
Zerkalo.io («Зеркало») — белорусский интернет-портал, преемник TUT.BY. Был создан 8 июля 2021 года после блокировки TUT.BY в Беларуси. Часть бывшей команды портала, находящаяся за границей, подчеркнула, что закончит своё существование, как только заблокированный портал TUT.BY сможет законно работать в стране. На территории Беларуси сайт заблокирован.

## История
13 августа 2021 года суд Центрального района Минска рассмотрел исковое заявление от МВД Беларуси и признал информационную продукцию портала TUT.BY и его соцсетей, а также Zerkalo.io, экстремистскими материалами. 18 августа продукцию TUT.BY и Zerkalo.io внесли в белорусский Республиканский список экстремистских материалов. В соответствии с этим распространение любой продукции порталов, в том числе их логотипов, будет считаться административным правонарушением.
По словам редакции проекта, начиная с 16 февраля 2022 года, его аудитория в среднем достигла более двух миллионов уникальных пользователей в месяц, а с марта — трёх миллионов.
8 марта 2022 года Роскомнадзор внёс Zerkalo.io в список запрещённых сайтов. Само решение о блокировке Генпрокуратура РФ приняла 24 февраля, в первый день российского вторжения на Украину.
26 августа 2022 года белорусская генеральная прокуратура возбудила уголовное дело «по факту распространения группой неустановленных лиц на интернет-ресурсе „Зеркало“ информации об отрицании геноцида белорусского народа» по части 1 статьи 130−2 УК. Санкция данной статьи предусматривает до пяти лет лишения свободы.
В июне 2023 года МВД Белорусии объявило «Зеркало», включая его сайт, социальные сети и логотип, экстремистским формированием. За создание экстремистского формирования или участие в нём белорусские законы предусматривают уголовную ответственность.

## Финансирование
В конце января 2025 года представители издания признали, что часть средств поступала от американских источников и что сотрудничество с некоторыми из них было внезапно прекращено после того, как президент США Дональд Трамп издал указ о приостановке финансовой помощи от Госдепа США и USAID.